# Ödön Mihalovich

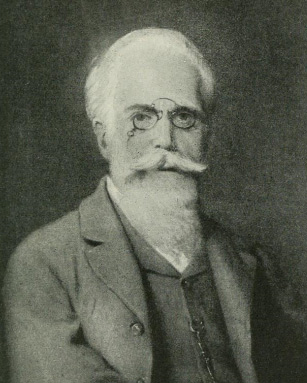
Odón Mijálovich

Odón Mijálovich u Ödön Péter József von Mihalovich (Fericsanci, 13 de septiembre de 1842 - Budapest, 22 de abril de 1929) fue un compositor y educador musical húngaro.

## Biografía
Mijálovich nació en Feričanci (condado de Osijek-Baranja, en Eslavonia nororiental, actual Croacia), en esa época una aldea del Imperio austrohúngaro). Realizó sus primeros estudios musicales en Pest, con Mihály Mosonyi.
En 1865 se trasladó a Leipzig (Alemania), estudiando allí con el compositor alemán Moritz Hauptmann (1792-1868).
En 1866 completó sus estudios en Múnich (Alemania) con el compositor alemán Peter Cornelius (1824-1874).
Mijálovich luego se trasladó a Pest. En 1872 (a los treinta años), fue elegido presidente de la Sociedad Wagner de la ciudad, y en 1887 siguió a Franz Liszt como director de la Academia de Música de Budapest, un cargo que ocupó hasta su muerte.
Si bien las obras de Mijálovich son de estilo wagneriano, él estaba a favor del nacionalismo húngaro musical y apoyaba a compositores como Bela Bártok y Zoltan Kodaly. En 1883, Breitkopf & Härtel publicó su Sinfonía en re menor.

## Obras
Lista incompleta de obras de Mijálovich.

### Óperas
- 1867-1881: Hagbart und Signe; estrenos: Dresde, 1882 (por Franz Wüllner), Budapest, 1886 (por Sándor Erkel).
- 1876-1878: Wieland der Schmied, no estrenada.
- 1885-1887: Eliane; estrenos: Budapest, 1908 (por István Kerner); Viena, 1909 (por Karl Gille).
- 1888-1891: Toldi (el caballero Toldi); estreno: Budapest, 1893 (por Anton Resnicek).
- ¿1895?: Toldi szerelme (el amor de Toldi), segunda versión de Toldi, con un nuevo segundo finale y un tercer acto; estreno: Budapest, 1895 (por Arthur Nikisch).

### Óperas planeadas y óperas sin terminar
- 1877-1884: König Fjalar; 3 versiones, destruida).
- ?: Faust, solo terminó dos escenas.
- Después de 1895: Tihanyi visszhang (el eco de Tihany [cuento de hadas húngaro], solo terminó dos escenas.

### Sinfonías
- 1879: Sinfonía n.º 1 en re menor; estreno: Budapest,1885.
- 1892: Sinfonía n.º 2 en si menor; estreno: Budapest, 1893.
- 1900: Sinfonía n.º 3 en la menor, Patética (in memoriam Elisabeth, emperatriz de Austria y reina consorte de Hungría); estreno: Budapest, 1901.
- 1902: Sinfonía n.º 4 en do menor; estreno: Budapest, 1903.

### Baladas sinfónicas
- Rémhajó (la nave fantasma), estreno: Budapest, 1871; Cassel, 1872.
- Sellő (la sirena); estreno: Budapest, 1875; Wiesbaden, 1878.
- Heró és Leander (Héroe y Leandro); estreno: Budapest, 1879.
- Gyászhangok nagyzenekarra (música funeraria para Ferenc Deák), estreno: Budapest, 1876.
- Boszorkányszombat (la ronda del shabat); estreno: Budapest, 1879.
- Faust-ábránd (fantasía de Fausto), estreno: Leipzig, 1883; Budapest 1896.
- Pán halála (la muerte de Pan); estreno: Budapest, 1898; Berlín, 1902.

### Otras obras
- Obras corales
- Música de cámara